# Carlo Salinari
Carlo Salinari, né le 17 novembre 1919 à Montescaglioso et mort le 25 mai 1977 à Rome, est un critique littéraire et un partisan italien.

## Biographie
Carlo Salinari est diplômé de lettres à l'université de Rome en 1941. C'est le frère de Giambattista Salinari.

### L'activité de résistant
Salinari est militant communiste et participe à la Résistance romaine dans les Gruppi di Azione Patriottica (GAP) qui ont agi, entre autres dans l'attentat de Via Rasella.
Salinari, en fait, dirigeait un des deux réseaux des GAP du Centre de l'Italie qui agissaient dans la ville de Rome, qui était composé du groupe Antonio Gramsci (commandé par Mario Fiorentini) et du groupe Carlo Pisacane (commandé par Rosario Bentivegna). Il est considéré comme l'un des concepteurs et organisateurs de l'attentat.
Le 14 mai 1944, Carlo Salinari est arrêté par les fascistes en même temps que Franco Calamandrei, Raul Falcioni, Duilio Grigioni, Luigi Pintor et Silvio Serra, après avoir été dénoncé par le membre des GAP Gugliemo Blasi qui, sous la torture de la bande Koch, avait donné leurs noms. Il est torturé et condamné à mort, mais une intervention du Vatican permet de reporter l'exécution, ce qui suffit à faire survivre les condamnés jusqu'à l'arrivée des alliés, le 4 juin 1944. Pour son activité chez les partisans, Salinari est décoré de deux médailles d'argent du mérite militaire.

### L'activité politique et littéraire
Salinari a enseigné à l'université de Palerme, de Cagliari, de Milan, de Salerne et de Rome où il préside la faculté de Lettres en 1977. Responsable de la Section culturelle du Parti communiste, en 1954 il fonde avec Antonello Trombadori la revue Il Contemporaneo. Il s'éloigne rapidement de l'esthétique de Benedetto Croce pour se rapprocher de l'esthétique marxiste. Il est très critique face au roman Les Ragazzi (Ragazzi di Vita) de Pier Paolo Pasolini, alors même qu'il est un défenseur convaincu du néoréalisme et qu'il a écrit sur ce thème de nombreux articles et essais qui seront partiellement rassemblés en 1960 dans les volumes La questione del realismo (La question du néoréalisme) et, en 1967, dans Preludio e fine del realismo in Italia (Prélude et fin du néoréalisme en Italie).
Il étudie le décadentisme, achève plusieurs études sur Gabriele D'Annunzio, Giovanni Pascoli, Antonio Fogazzaro et Luigi Pirandello. Parmi ses nombreuses œuvres, on se souvient de Miti e coscienza del decadentismo italiano (Mythes et conscience du décadentisme italien, 1960), Storia popolare della letteratura italiana (Histoire populaire de la littérature italienne, 1962), ainsi que son commentaire du Décameron de Boccacce (1963).
Il est directeur de la revue Il Calendario del Popolo de 1966 à 1977.

## Distinctions
- 2 médaille d'argent de la valeur militaire (Italie)

### Crédits de traduction
- (it) Cet article est partiellement ou en totalité issu de l’article de Wikipédia en italien intitulé « Carlo Salinari » (voir la liste des auteurs).